# Валя-Вінулуй (Бістріца-Несеуд)
Валя-Вінулуй (рум. Valea Vinului) — село у повіті Бистриця-Несеуд в Румунії. Входить до складу комуни Родна.
Село розташоване на відстані 352 км на північ від Бухареста, 45 км на північний схід від Бистриці, 121 км на північний схід від Клуж-Напоки.

## Населення
За даними перепису населення 2002 року у селі проживали 235 осіб. Рідною мовою 232 особи (98,7%) назвали румунську.
Національний склад населення села:
| Національність | Кількість осіб | Відсоток |
| -------------- | -------------- | -------- |
| румуни         | 128            | 54,5%    |
| угорці         | 101            | 43,0%    |